# دانمارک در المپیک تابستانی ۱۹۶۰
دانمارک در بازی‌های المپیک تابستانی ۱۹۶۰ که در شهر رم برگزار شد، کاروان دانمارک با ۱۰۰ ورزشکار در این رقابت‌ها شرکت کرد و موفق به کسب ۶ مدال (۲ طلا، ۳ نقره، ۱ برنز) شد. در جدول رتبه‌بندی توزیع مدال‌ها، دانمارک در ردهٔ ۱۳ مسابقات قرار گرفت.